# IC 844
IC 844 је лентикуларна галаксија у сазвјежђу Кентаур која се налази на листи објеката дубоког неба у Индекс каталогу.
Деклинација објекта је - 30° 31' 15" а ректасцензија 13h 3m 18,2s. Привидна величина (магнитуда) објекта IC 844 износи 12,7 а фотографска магнитуда 13,7. Налази се на удаљености од 31,053 милиона парсека од Сунца. IC 844 је још познат и под ознакама ESO 443-40, MCG -5-31-24, PGC 45086.